# موندو تی‌وی
موندو تی‌وی (انگلیسی: Mondo TV) شرکت رسانه‌ای ایتالیایی است، که در سال ۱۹۸۵ تأسیس شد.